# Andrea Cinciarini
Andrea Cinciarini (* 21. Juni 1986 in Cattolica, Emilia-Romagna) ist ein italienischer Basketballspieler. Als professioneller Spieler war Cinciarini fast ausschließlich für italienische Vereine aktiv. Mit Pallacanestro Reggiana gewann Cinciarini die EuroChallenge 2013/14 und wurde dabei als Most Valuable Player des Final-Four-Turniers in diesem europäischen Vereinswettbewerb ausgezeichnet. Sein drei Jahre älterer Bruder Daniele Cinciarini war ebenfalls italienischer Auswahlspieler.

## Karriere
Andrea Cinciarini reifte in den Jugendmannschaften von Victoria Libertas in Pesaro heran und wechselte nach der Insolvenz der professionellen Herrenmannschaft 2005 zum Drittligisten im südlich benachbarten Senigallia. In der Saison 2006/07 erreichte er mit dem Ligakonkurrenten aus Pistoia in der Toskana die Meisterschaft und den Aufstieg in die professionelle zweite Spielklasse Legadue. Anschließend wurde Cinciarini vom Erstligisten und Vorjahresaufsteiger Sutor Basket aus Montegranaro verpflichtet. Dieser erreichte auf dem vierten Platz erstmals die Play-offs um die italienische Meisterschaft, in denen man in der ersten Runde gegen Rekordmeister Armani Jeans Mailand scheiterte. Anschließend wurde Cinciarini in der Spielzeit 2008/09 an den Zweitligisten Edimes aus Pavia ausgeliehen, mit dem Cinciarini als Hauptrundenachter in der ersten Play-off-Runde um den Erstligaaufstieg gegen den späteren Sieger und Aufsteiger Vanoli Cremona ausschied. Nach seiner Rückkehr nach Montegranaro stiegen auch seine Spielanteile auf über 15 Minuten Einsatzzeit pro Spiel und die Mannschaft erreichte in der Saison 2009/10 auf dem sechsten Platz wiederum die Play-offs, in denen erneut in der ersten Runde Endstation gegen Armani Jeans Mailand war. Cinciarinis Spielanteile stiegen dann in der folgenden Saison auf über 20 Minuten pro Spiel, doch Sutor Basket konnte sich nur mit einem Sieg Vorsprung vor den Abstiegsplätzen auf dem 13. Platz den Klassenerhalt sichern.
Nachdem sein Bruder Daniele nur kurzzeitig Nationalspieler in der italienischen Herrenauswahl gewesen war und in keinem Endrundenkader stand, wurde Andrea Cinciarini für den Endrundenkader beim EM-Endrundenturnier 2011 berufen. Hier kam er als Ergänzungsspieler durchschnittlich knapp zehn Minuten pro Spiel zum Einsatz, doch Italien verlor vier von fünf Vorrundenspielen unter anderem auch gegen Deutschland und schied nach der Vorrunde aus. Anschließend unterschrieb Cinciarini einen Dreijahresvertrag beim Traditionsverein und Vizemeister aus Cantù in der Lombardei, wo er unter Trainer Andrea Trinchieri eine ähnliche Rolle spielen sollte wie in Montegranaro. Im höchstrangigen europäischen Vereinswettbewerb EuroLeague 2011/12 erreichte die Mannschaft die Zwischenrunde der 16 besten Mannschaften, in der man nur wegen des schlechteren direkten Vergleichs gegenüber Maccabi Tel Aviv am Weiterkommen scheiterte. Nachdem die Norditaliener das Finale im nationalen Pokalwettbewerb „Coppa Italia“ gegen Serienmeister Montepaschi Siena verloren hatten, scheiterten sie als Hauptrundendritter in der ersten Play-off-Runde gegen Cinciarinis Stammverein aus Pesaro, der in die höchste Spielklasse zurückgekehrt war. Doch Cinciarinis Spielanteile hatten sich nicht wie erwartet entwickelt und waren im Saisonverlauf zurückgegangen, so dass man sich nach Saisonende trennte. Cinciarini ging zum Erstligarückkehrer aus Reggio nell’Emilia, wo er als Starting Point Guard über 30 Minuten Einsatzzeit erhielt und viertbester sowie bester italienischer Vorlagengeber mit gut vier Assists pro Spiel in der höchsten Spielklasse wurde. Auf Anhieb kehrte die Mannschaft als Hauptrundensechster in den Kreis der Play-off-Teilnehmer zurück, unter denen man sich in der ersten Runde erst nach sieben Spielen dem späteren Vizemeister Acea Rom geschlagen gab.
Auch bei der italienischen Nationalmannschaft kam Cinciarini beim EM-Endrundenturnier 2013 durchschnittlich mehr als 20 Minuten pro Spiel zum Einsatz und Italien blieb in fünf Vorrundenspielen ungeschlagen. Nach zwei Zwischenrundenniederlagen sicherte sich die Mannschaft mit einem Sieg über Titelverteidiger Spanien den Einzug in das Viertelfinale. Nach drei Niederlagen im Viertelfinale und Platzierungsspielen verpasste Italien jedoch die Qualifikation zur Weltmeisterschaft 2014. In der Saison 2013/14 kehrte Reggiana auch in die europäischen Vereinswettbewerbe zurück und erreichte als einziger italienischer Teilnehmer in der EuroChallenge 2013/14 das Final-Four-Turnier des Wettbewerbs. Hier konnte man als Ausrichter des Turniers in Bologna beide Spiele gegen Royal Halı Gaziantep und im Finale Triumph Ljuberzy gewinnen und den ersten internationalen Titelgewinn für den Verein erringen. Cinciarini wurde als bester Spieler des Finalturniers zum MVP ernannt. In der italienischen Meisterschaft war Cinciarini mit mehr als sechs Assists pro Spiel bester Vorlagengeber aller Spieler und Reggiana erreichte auf dem siebten Platz erneut die Play-offs, in denen man sich Titelverteidiger Siena knapp erst nach fünf Spielen geschlagen gab.